# Corrado da Cuneo
Corrado da Cuneo (Savona, ... – Savona, 1483) è stato un mercante e politico italiano.

## Biografia
Figlio di Michele, anch'egli mercante, uomo politico e diplomatico genovese, Corrado fu certamente una tra le figure più importanti ed interessanti del panorama commerciale della Savona della seconda metà del XV secolo: mercante attivissimo, proprietario di case, terreni e di navi, sempre impegnato a maneggiare grandi somme di danaro e ad investire merci e capitali in viaggi commerciali diretti verso la Sardegna e le coste napoletane, Chio e la Spagna, Londra e le Fiandre, operando sempre sotto la bandiera della Repubblica di Genova o comunque nell'ambito degli interessi di quest'ultima.
Il commercio dei panni e del gualdo (un'erba colorante usata all'epoca per tingere i tessuti), come provano gli atti notarili del tempo, rientrava nell'ambito di azione di Corrado da Cuneo; fu così che egli entrò inevitabilmente in contatto con la corporazione dei lanaioli di Savona che comprendeva, tra gli altri, i Monleone (la famiglia materna di Papa Sisto IV), Manfrino Pancaldo (il padre di Leon Pancaldo, che partecipò alla circumnavigazione del globo compiuta da Ferdinando Magellano tra il 1519 e il 1522) e Domenico Colombo, padre di Cristoforo Colombo.
La famiglia Colombo era giunta a Savona nel febbraio del 1470, proveniente da Genova, e qui rimase almeno fino al 1484; avevano fissato la loro residenza in città nella contrada di San Giuliano, nella strada che avrebbe poi assunto il nome di via dei Cassari, in una casa oggi non più esistente. A Savona Domenico esercitava la professione di tessitore di panni e di negoziante di vino e formaggi. E proprio per poter avere a disposizione il vino da vendere nella sua casa-bottega savonese, il 19 agosto 1474 Domenico Colombo rilevò da Corrado da Cuneo una casa, una vigna ed un podere che questi aveva a sua volta rilevato in enfiteusi dal Capitolo della Cattedrale di Savona tre anni e mezzo prima, il 7 gennaio 1471.
Nello stesso 1471 Corrado entrò a far parte del Consiglio degli anziani.
Fu proprio in quel periodo che Michele da Cuneo, il figlio di Corrado (chiamato come il nonno), conobbe dunque Cristoforo Colombo, praticamente suo coetaneo: le loro famiglie, d'altronde, erano legate da importanti rapporti di lavoro e le navi di Corrado da Cuneo portavano a Savona quei panni lana e quei coloranti necessari al lavoro di Domenico Colombo nella sua bottega savonese di via dei Cassari. Tra i due giovani nacque così, in quel periodo, una forte e sincera amicizia, che avrebbe resistito allo scorrere del tempo.
Oltre a Michele, Corrado ebbe con Mariola (forse Scarella) tre altri figli: Sebastiano, Clara e Giacomina.
Corrado morì a Savona nel 1483.